# 富永順三
富永 順三（とみなが じゅんぞう、1966年〈昭和41年〉 - ）は、日本の不動産コンサルタント、
株式会社ナレッジパートナー代表取締役、一般社団法人任意売却協会 副理事長。関西いのちの電話運営委員、経済産業省や複数の自治体、商工会議所の委員も務める。

## 来歴・人物
大阪府堺市出身。父は宮崎県、母は京都市の出身。
大阪市立大学大学院を修了。大手企業、経営コンサルタント、阪神大震災復興支援NPO、経済振興財団、企業再生・M＆A会社等を経て現職。
不動産運用設計に関する講師歴あり。　法律・金融・不動産の知識を駆使し、「出来ないではなく、どうやったら出来るか?」を考える事が大切というのが口癖。
1966年 大阪府堺市生まれ。
1994年 以前から勤めていた民間企業を退職し、自ら設立した非営利活動法人事務局長に専任。マルチメディア関連産業の振興に取り組む。
1998年 (財)大阪市都市型産業振興センターに契約職員として入る。
1999年 ソフト産業プラザ iMedio オープンと同時に、所長に就任。
2001年 大阪産業創造館オープンと同時に、チーフプロデューサーに就任。

## 受賞歴
- （平成15年度）起業家及び起業支援家表彰　起業支援家部門・経済産業大臣表彰[3][4]

## メディア取材実績等
- 2019年3月 住宅ローンが返せなくなったら…どうすればいい？（日刊SPA!）
- 2021年3月 増える「任意売却」　住宅ローン返済に活路？（テレ東BIZ・ゆうがたサテライト）
- 2021年7月 収入減で「住宅ローン破綻」も、コロナ禍で任意売却が増加か（不動産投資新聞・楽待）
- 2021年8月 対談インタビュー／コロナ禍のなか、活気づくリースバックの将来性(vol.1～3)（みんかぶ）
- 2021年9月 深刻…急増する住宅ローン破綻　返済困窮者8万人超（テレビ朝日ニュース）